# تپه خوریان
تپه خوریان۱V مربوط به سده‌های میانه دوران‌های تاریخی پس از اسلام است و در شهرستان شاهرود، بخش مرکزی، دهستان دهملا، جنوب غرب روستای خوریان واقع شده و این اثر در تاریخ ۷ اسفند ۱۳۸۶ با شمارهٔ ثبت ۲۱۴۱۵ به‌عنوان یکی از آثار ملی ایران به ثبت رسیده است.